# Saint-Preuil
Saint-Preuil is een gemeente in het Franse departement Charente (regio Nouvelle-Aquitaine) en telt 289 inwoners (1999). De plaats maakt deel uit van het arrondissement Cognac.

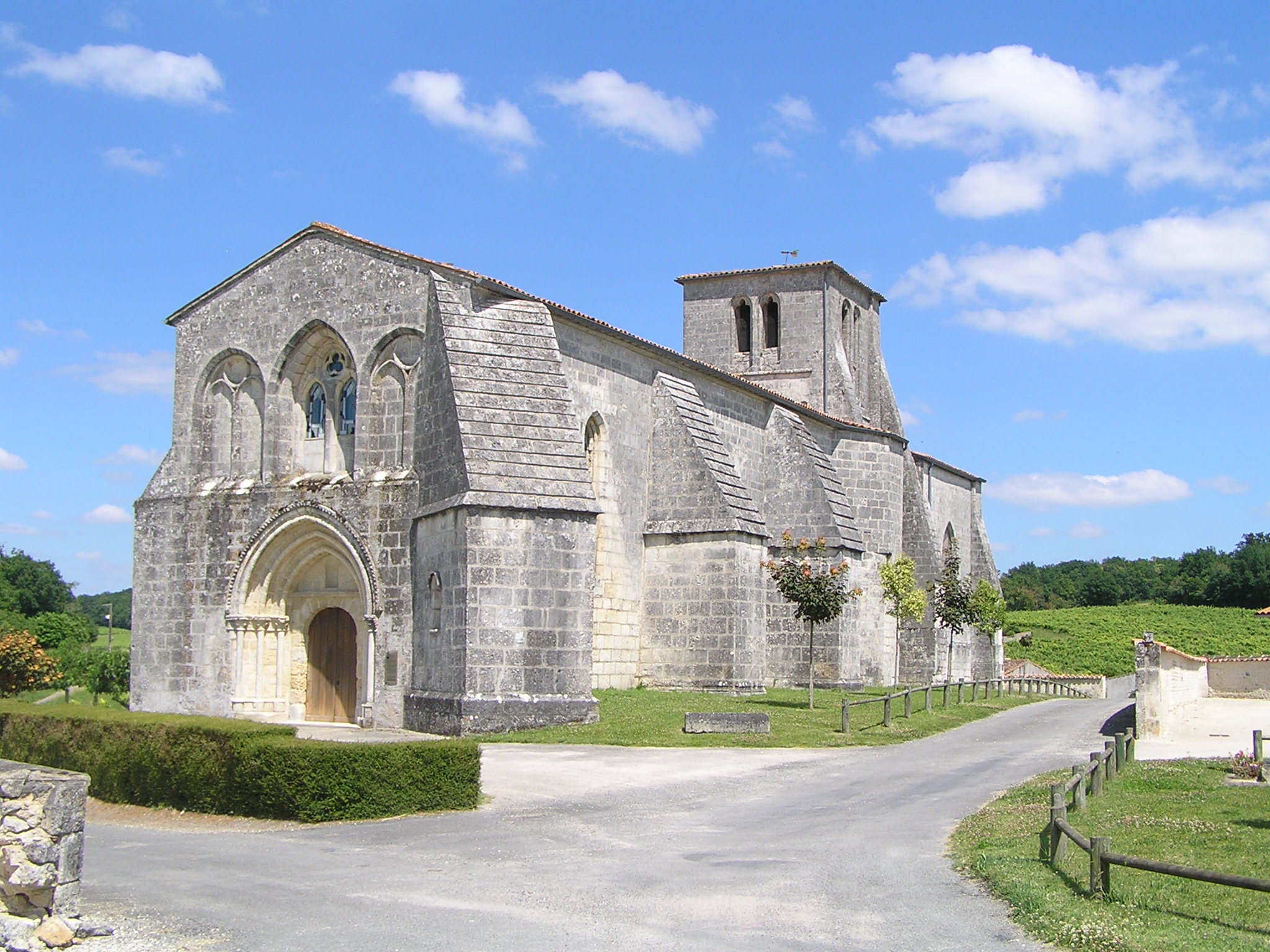
Kerk van Saint-Preuil
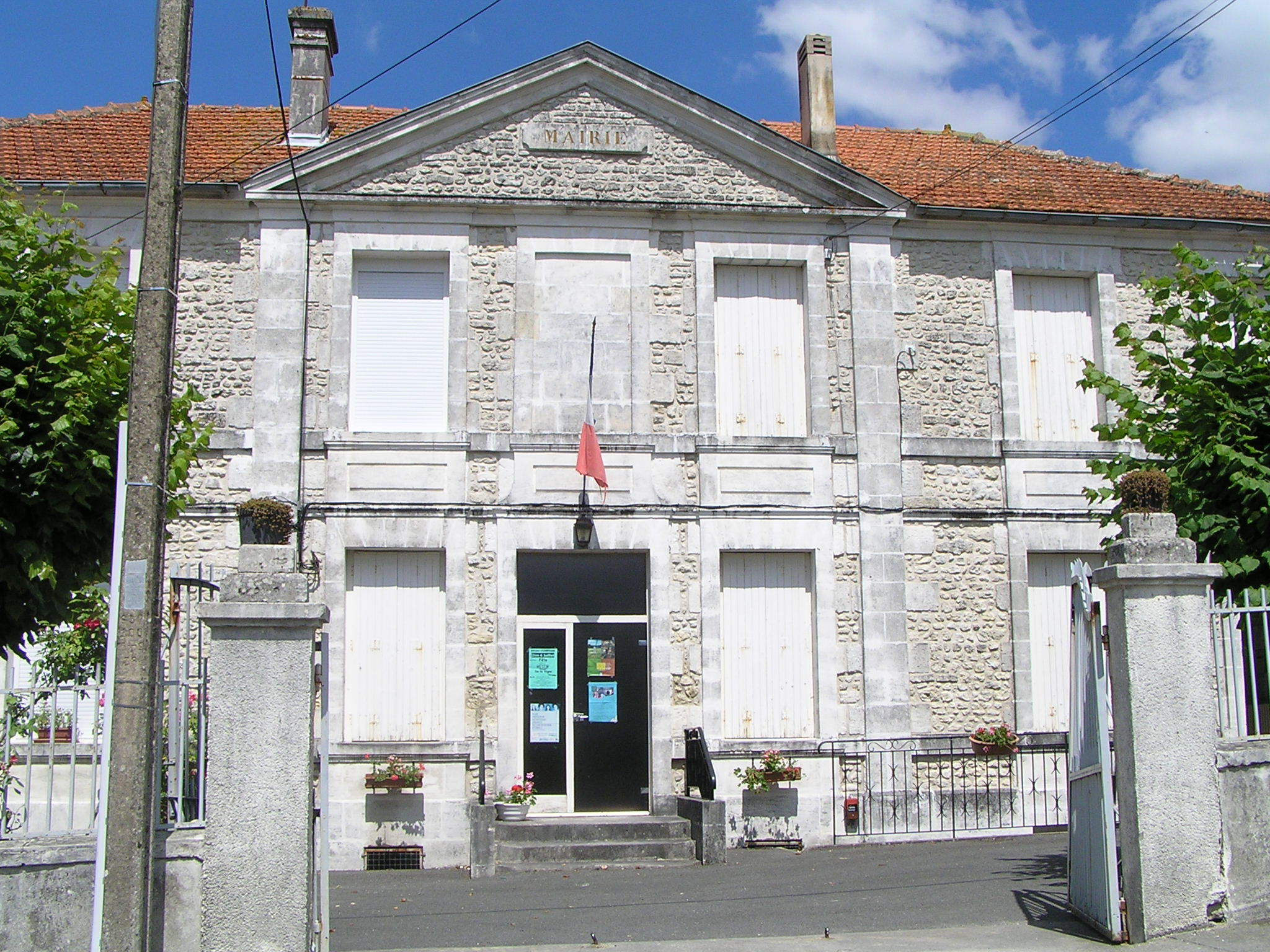
Gemeentehuis

## Geografie
De oppervlakte van Saint-Preuil bedraagt 12,5 km², de bevolkingsdichtheid is 23,1 inwoners per km².
De onderstaande kaart toont de ligging van Saint-Preuil met de belangrijkste infrastructuur en aangrenzende gemeenten.

## Demografie
Onderstaande figuur toont het verloop van het inwonertal (bron: INSEE-tellingen).